# Осовская, Юлия Тодоровна
Юлия Тодоровна Осовская (род. 14 июля 1946, Берегомет, Черновицкая область) — полный кавалер ордена Трудовой славы, новатор сельскохозяйственного производства, доярка колхоза «Россия» села Луковцы Вижницкого района Черновицкой области.

## Биография
Родилась 14 июля 1946 года в селе Берегомет на Буковине. Работала дояркой. Была участницей Всесоюзной выставки достижений народного хозяйства (ВДНХ). Единственная в Черновицкой области женщина — кавалер орденов Трудовой Славы всех степеней.

## Награды
- Золотая медаль ВДНХ.
- Орден Трудовой Славы 3-й степени (1975).
- Орден Трудовой Славы 2-й степени (1981).
- Орден Трудовой Славы 1-й степени (1988).